# Power Macintosh
Power Macintosh, eller Power Mac, var en datorserie av märket Macintosh från datortillverkaren Apple som tillverkades mellan 1994 och 2006. Namnet kommer delvis av det faktum att man använde sig av IBM:s PowerPC-processor, men även för att anknyta till den bärbara modellen PowerBook. 
1994 släpptes de första modellerna 6100, 7100 och 8100 som var tänkta att ersätta den tidigare proffsmodellen Quadra som använde sig av Motorolas 68k-processor. Power Macintosh 7100 och 8100 fanns dessutom i så kallade AV-versioner med kraftigare bildskärmskort och fler ljudingångar. Processorhastigheten låg på 60 MHz för 6100-modellen, 66 MHz för 7100 och 80 MHz för 8100. Toppmodellerna kunde dessutom utrustas med upp emot 256 megabyte arbetsminne fördelat på 8 minnesplatser med maximalt 32 megabyte i varje plats. Den som hade råd kunde till och med utrusta sina maskiner med läsare för CD-ROM.
I november 1997 lanserades Power Macintosh G3 som innebar ett rejält lyft vad gäller prestandan. När sedan Power Mac G4 släpptes i augusti 1999 var det många som hävdade att Apple Computer tillverkade världens snabbaste persondatorer. Sedan gick utvecklingen sakta framåt tills Power Mac G5 presenterades i juni 2003.
Den 6 juni 2005 meddelade Apple att företaget skulle byta processorplattform från PowerPC till x86. Den 7 augusti 2006 lanserades den x86-bestyckade modellen Mac Pro som därmed ersatte Power Mac G5.

## Processorhistorik
Power Macintosh levde i över 12 år och avverkade fem generationer (G1-G5) PowerPC-processorer:
- från G1: PowerPC 601 (60-120 MHz)
- från G2: PowerPC 603e, PowerPC 604, PowerPC 604e (100-350 MHz)
- från G3: PowerPC 750 (233-500 MHz)
- från G4: PowerPC 7400, PowerPC 7410, PowerPC 7450, PowerPC 7455 (350-Dual 1420 MHz)
- från G5: PowerPC 970, PowerPC 970FX, PowerPC 970MP (1600-Quad 2500 MHz)

Ett antal modeller har haft två processorer. Dessa är: 9500/180MP, 9600/200MP, G4 (450-1420 MHz) och G5 (1800-2700 MHz). En modell fick fyra processorer, eller rättare sagt processorkärnor: Power Mac G5 Quad med fyra processorkärnor på 2500 MHz vardera.

## Versioner/modeller
Generation 1 och 2:
- Power Macintosh 4400
- Power Macintosh 6100
- Power Macintosh 7xxx (7100, 7200, 7500, 7600, 7300)
- Power Macintosh 8xxx (8100, 8200, 8500, 8600)
- Power Macintosh 9xxx (9500, 9600)

Noterbart: Vissa Performa-modeller fanns även i segmentet Power Macintosh 5xxx och 6xxx.
Generation 3:
- Power Macintosh G3 Desktop
- Power Macintosh G3 Minitower
- Power Macintosh G3 All-in-one
- Power Macintosh G3 Blue & White

Noterbart: G3 All-in-one såldes inte i Sverige.
Generation 4:
- Power Mac G4 Cube
- Power Mac G4 (PCI & AGP Graphics)
- Power Mac G4 (Gigabit Ethernet)
- Power Mac G4 (Digital Audio)
- Power Mac G4 (Quicksilver)
- Power Mac G4 (MDD)

Generation 5:
- Power Mac G5

Några modeller som ibland räknas som Power Macintosh är:
- 20th Anniversary Macintosh
- Mac mini (G4)
- Xserve (G4)
- Xserve (G5)